# Сапукаи-Мирин
Сапукаи-Мирин (порт. Sapucaí-Mirim) — муниципалитет в Бразилии, входит в штат Минас-Жерайс. Составная часть мезорегиона Юг и юго-запад штата Минас-Жерайс. Входит в экономико-статистический микрорегион Позу-Алегри. Население составляет 6328 человек на 2006 год. Занимает площадь 284,796 км². Плотность населения — 22,2 чел./км².

## Статистика
- Валовой внутренний продукт на 2003 год составляет 22 531 756,00 реалов (данные: Бразильский институт географии и статистики).
- Валовой внутренний продукт на душу населения на 2003 год составляет 3800,90 реалов (данные: Бразильский институт географии и статистики).
- Индекс развития человеческого потенциала на 2000 год составляет 0,757 (данные: Программа развития ООН).